# 링컨 MKX

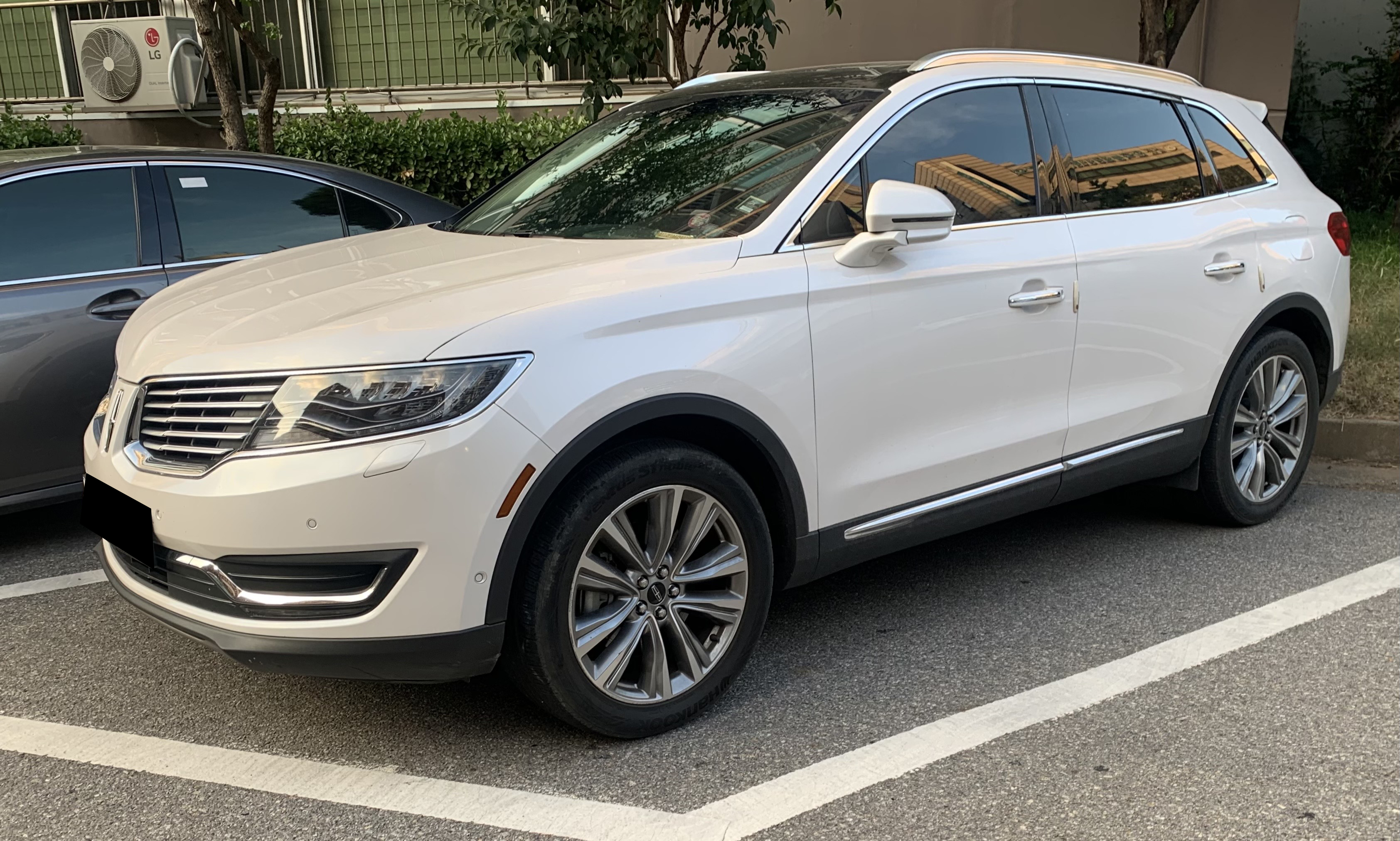

링컨 MKX(LINCOLN MKX)는 링컨의 전륜구동 기반 SUV이다. 형제차로는 포드 에지가 있다. 

## 1세대
2006년에 출시된 이 차는 에비에이터(1세대)를 대체했다. 대한민국에는 2007년부터 V6 3.5L DOHC 엔진이 탑재되어 수입되었다. 2010년에 페이스리프트를 거쳤고, 엔진은 V6 3.7리터 DOHC 엔진으로 교체됐다. 대한민국에서는 북미형 모델의 방향시지등이 빨간색이어서 범퍼에 노란색으로 따로 장착되었다.

## 2세대
2015년에 공개되었다. 레벨 울티마 오디오가 탑재되어 소리를 들을 수 있다. 엔진은 V6 2.7L 에코부스트 트윈터보 엔진으로 교체되었다. 2017년 11월에 페이스리프트를 거쳐 링컨 노틸러스라는 이름으로 바뀌었다.